# Unión de Cooperativas Agrarias Asturianas
La Unión de Cooperativas Agrarias Asturianas (UCAPA) es una federación de cooperativas agrarias del Principado de Asturias.
Entre sus funciones se encuentran:
- Fomentar el cooperativismo
- Representar a sus asociados
- Organizar jornadas técnicas, congresos y seminarios
- Formar a socios, empleados, gerentes y consejos rectores